# ミカパン
『ミカパン』は、フジテレビジョンが制作し、同局と系列局の一部で放送されていたテレビ番組。同局アナウンサーの三上真奈が司会を務めた深夜のトーク番組であり、新人女子アナウンサーが代々司会を務めたフジテレビ「パン」シリーズの第8弾となる番組である。

## 放送内容
スタジオに用意された「ミカバチすごろく」と呼ばれる番組特製のすごろくを進めながらのトークが番組の基本形である。サイコロ代わりのルーレットを回し、止まったマスに書かれた質問やお題にゲスト・司会が交互に答えながら番組が進行する。フジテレビのリモコンキーIDが8であることや、パンシリーズの第8弾に当たることにちなみ、アラビア数字の8の形をしたすごろくの盤面や、コマとして「ミカバチ」というハチをモチーフにしたマスコットキャラクターが用意されるなど、「8（はち）」に関連する小道具などが所々に使用された。
過去のパンシリーズとは異なり、放送時間15分の週1回放送。また、過去のパンシリーズには存在した通常放送最終回後の特別番組は設けられず、第19回・第20回の通常放送2回を「卒業直前反省会スペシャル」と題し、それをもって番組は終了した。

### 放送リスト
| 回 | 放送日          | ゲスト                                                                               |
| -- | --------------- | ------------------------------------------------------------------------------------ |
| 1  | 2013年 10月18日 | 有吉弘行                                                                             |
| 2  | 10月25日        | 松田翔太                                                                             |
| 3  | 11月1日         | 久保田雅人                                                                           |
| 4  | 11月8日         | Zeebra                                                                               |
| 5  | 11月15日        | ビッグポルノ                                                                         |
| 6  | 11月22日        | 壇蜜                                                                                 |
| 7  | 11月29日        | 板尾創路                                                                             |
| 8  | 12月6日         | RIP SLYME                                                                            |
| 9  | 12月13日        | 内博貴                                                                               |
| 10 | 12月20日        | ふなっしー                                                                           |
| 11 | 2014年 1月10日  | 田村淳                                                                               |
| 12 | 1月17日         | 有村架純                                                                             |
| 13 | 1月24日         | 山田孝之                                                                             |
| 14 | 1月31日         | 森脇大サーカス（森脇健児・安田大サーカス）                                           |
| 15 | 2月7日          | 鳥居みゆき・藤井ペイジ                                                               |
| 16 | 2月14日         | 林修                                                                                 |
| 17 | 2月28日         | 村本大輔・村本軍団（みるきぃしげお・アボカドランドリ桝本・シャイニングスターズ廣田） |
| 18 | 3月7日          | 貴家悠                                                                               |
| 19 | 3月14日         | 小籔千豊・安田大サーカス・レイザーラモンRG・松村未央                                 |
| 20 | 3月21日         | 小籔千豊・安田大サーカス・レイザーラモンRG・松村未央                                 |

## スタッフ
- 構成：興津豪乃、岡田樹彦
- 美術制作：古江学
- デザイン：宮川卓也
- 美術進行：内山高太郎
- 大道具：松本達也
- アクリル装飾：斉藤祐介
- 小道具：百瀬貴弥
- メイク：山田かつら
- TD・SW：長田崇
- カメラ：高瀬和彦
- 音声：斎藤由佳
- VE：久保島春樹
- 照明：杉本雄亮
- CG：鈴木鉄平、久保田幸、川崎正裕
- 音響効果：田中寿一
- TK：水越理恵、松下絵里
- デスク：山下智美
- 技術協力：fmt、ニューテレス、IMAGICA、J-WORKS
- 美術協力：赤竹、NARUMI、西川リビング、DI CLASSE
- 広報：清野真紀
- AP：佐藤恵里
- FD：筧大輝
- ディレクター：田中美咲、角山僚祐、寺田裕、萩原啓太、吉田渉
- プロデューサー：北口富紀子
- チーフプロデューサー：小仲正重
- 制作著作：フジテレビ

## ネット局
| 放送対象地域   | 放送局     | 系列           | 放送日時                      | 備考       |
| -------------- | ---------- | -------------- | ----------------------------- | ---------- |
| 関東広域圏     | フジテレビ | フジテレビ系列 | 金曜 0:35 - 0:50 （木曜深夜） | 制作局     |
| 宮城県         | 仙台放送   | フジテレビ系列 | 金曜 0:35 - 0:50 （木曜深夜） | 同時ネット |
| 長野県         | 長野放送   | フジテレビ系列 | 金曜 0:35 - 0:50 （木曜深夜） | 同時ネット |
| 岡山県・香川県 | 岡山放送   | フジテレビ系列 | 金曜 0:35 - 0:50 （木曜深夜） | 同時ネット |